# Гильманшин Лукман Гильманович
Лукман Гильманович Гильма́ншин (7 лютого 1913, Сейтяково — 5 грудня 1977, Одеса) — український радянський художник; член Спілки радянських художників України з 1962 року.

## Біографія
Народився 7 лютого [25 січня] 1913 року в селі Сейтяковому (нині Балтачевський район Башкортостану, Росія). Упродовж 1944—1949 років навчався в Одеському художньому училищі, був учнем Олександра Стіліануді, Данила Крайнеєва, Петра Коновського, Миколи Зайцева.
Працював в Одеському художньому фонді УРСР. Мешкав в Одесі в будинку на вулиці Приморській, № 32, квартира № 38. Втратив зір. Помер в Одесі 5 грудня 1977 року.

## Творчість
Працював у галузях станкового живопису і книжкової графіки. Серед робіт:
- «Електрику — колгоспнику» (1950; Національний художній музей України);
- «Старший лейтенант Стратійчук» (1952);
- «У колгоспній бібліотеці» (1952);
- «Усиновили» (1953—1954);
- «Розповідь старого будьонівця» (1954—1959);
- «Прикордонники» (1963);
- «День поезії» (1967);

Оформив та ілюстрував книгу М. Косарєва «Від Кубані до Волги» (1959) та інші. Також оформлював в Одесі виставкові павільйони і парки.
Брав участь у республіканських і всесоюзних виставках з 1951 року.